# Winterlingen
Winterlingen ist eine Gemeinde im Zollernalbkreis, etwa zehn Kilometer südöstlich von Albstadt. Sie besteht in der jetzigen Form seit dem 1. Januar 1975, als die zuvor selbstständigen Gemeinden Benzingen mit dem Weiler Blättringen (211 Hektar Gemarkungsfläche) und Harthausen auf der Scher nach Winterlingen eingemeindet wurden.

## Geographie

### Geographische Lage
Das Gemeindegebiet liegt auf der zur westlichen Schwäbischen Alb gehörenden Hochfläche. Es gibt weder markante Berge, noch große Höhenunterschiede oder, wegen der Verkarstung der Alb, fließende Gewässer. Die Markungsflächen der drei, zwischen 730 und 820 m hoch gelegenen Ortsteile betragen: Winterlingen 16,88 km², Benzingen 17,09 km², Harthausen 16,67 km².

### Nachbargemeinden
Folgende Städte und Gemeinden grenzen an die Gemeinde Winterlingen:
- westlich Straßberg
- nördlich Bitz
- östlich Veringenstadt und Hettingen
- südlich Stetten am kalten Markt und Sigmaringen

### Gemeindegliederung
Die Gemeinde besteht aus den früheren Gemeinden Benzingen, Harthausen auf der Scher und Winterlingen. Zur früheren Gemeinde Benzingen gehören das Dorf Benzingen und der Weiler Blättringen. Zur früheren Gemeinde Harthausen gehört das Dorf Harthausen. Zur Gemeinde Winterlingen in den Grenzen vom 31. Dezember 1974 gehörten das Dorf Winterlingen und die Häuser Sonnenhalden und Weiden. Im Gemeindegebiet liegen die abgegangenen, heute nicht mehr bestehenden Ortschaften Deutenbronn, Bierendorf, Nettendorf, Glashart und Weinstetten. Deutenbronn liegt im Süden der früheren Gemeinde Benzingen der Flurname ist seit dem 17. Jahrhundert genannt. Im Gebiet der früheren Gemeinde und nördlich des Dorfes in einem Waldgebiet liegen die Flure Bierendorf, Nettendorf und Glassert (Wüstung des Ortes Glashart), die als Wüstungen anzusehen sind. Im Südwesten der früheren Gemeinde Benzingen und im Südosten der früheren Gemeinde Winterlingen liegt die Wüstung Weinstetten.

### Geologie
Kalkgestein des oberen Weißen Jura (Quenstedt W δ/ε, Kimmeridgium 2–3) prägt den größten Teil des Gemeindegebiets. Zwischen Harthausen und Bitz hat sich im Zollerngraben W ζ 2–3 (Unter-Tithonium) erhalten. Ablagerungen von Oberer Meeresmolasse bei Harthausen und Korallenkalk bei Winterlingen entstanden im miozänen Molassemeer, dessen Küstenlinie (Kliff) die Grenze zwischen Kuppen- und Flächenalb
markiert.
Der Höhenrücken zwischen Benzingen und Blättringen besteht aus Juranagelfluh.
Auf der verkarsteten Albhochfläche sind Oberflächengewässer die Ausnahme. Zwar entspringen entlang des Höhenzugs bei Benzingen mehrere kleine Quellen, ihr Wasser versickert aber nach kurzem Lauf im porösen Untergrund. An wasserreichere Epochen der Erdgeschichte erinnern nur noch die teilweise bis 100 m tief in den Albkörper eingeschnittenen Trockentäler. Bis zum Bau der Albwasserversorgung war die Bevölkerung auf die Hülben angewiesen. Nur östlich von Winterlingen, wo Verwitterungslehm den Abfluss hemmt, befinden sich zwei Weiher und ehemals eine Mühle. Das versickerte Wasser kommt in Karstquellen wieder zu Tage, beispielsweise in der am östlichen Rand der Gemeinde gelegenen Büttnau.

## Geschichte

### Vor- und Frühgeschichte
Wie Bodenfunde beweisen, war das Winterlinger Gebiet mindestens seit der Hügelgräberbronzezeit (um 1500 v. Chr.) kontinuierlich besiedelt. Aus der späten Urnenfelderzeit (um 900 v. Chr.) stammen die bronzenen Beile und Sicheln, die im Jahre 1609 entdeckt wurden und heute im Württembergischen Landesmuseum zu sehen sind. Mehrere Grabhügelgruppen der Hallstattzeit (um 800 bis 500 v. Chr.) liegen auf Gemeindegebiet, und aus der spätkeltischen La-Tène-Zeit fand man vier Kelche. In der Antike führte eine von den Römern gebaute Straße, die so genannte Hochstraße, vom oberen Neckar über das Kastell Lautlingen durch das Gemeindegebiet zur Donaufurt bei Laiz. Sie zweigt auf dem heutigen Gemeindegebiet nach Bitz und weiter über Hermannsdorf zum Kastell Burladingen an den so genannten Alblimes ab.

### Mittelalter
Die Ortsnamen Winterlingen und Benzingen belegen die Gründung dieser Siedlungen in der Phase der alemannischen Landnahme. Harthausen ordnet man der Ausbauzeit zu. Im Jahr 793 wurde Winterlingen in einer Schenkungsurkunde des Grafen Berthold an das Kloster St. Gallen erwähnt. Im 8. Jahrhundert zählte das Gemeindegebiet zur Gaugrafschaft Scherra, deren Name sich von einem althochdeutschen scorra (mit der Bedeutung Fels, vgl. schwedisch Schäre) ableitet und im Namenszusatz von Harthausen bis heute erhalten blieb. Sie erstreckte sich entlang der oberen Donau von Sigmaringen bis Tuttlingen und nordwestlich davon etwa bis zum Albtrauf.
Im Spätmittelalter bildeten sich neue Herrschaftsformen aus, und die Entwicklungslinien der drei Teilorte trennten sich.

### Württembergisches Winterlingen
Das Dorf Winterlingen gelangte 1367 in den Besitz der Grafen von Württemberg. Diese erwarben 1403 auch die Herrschaft Schalksburg und rundeten damit ihr Gebiet auf der westlichen Alb ab. Winterlingen gehörte von nun an zum Amt Balingen. Im Jahre 1534 wurde unter Herzog Ulrich die Reformation eingeführt.
Im Ersten Koalitionskrieg, als sich im Oktober 1796 die Revolutionsarmee auf dem Rückzug befand, zogen Truppen des französischen Generals Jean-Victor Moreau am 4. Oktober plündernd durch das Dorf. Als die Verwaltungszugehörigkeit im seit 1806 bestehenden Königreich Württemberg im Laufe des Jahres 1810 reformiert wurde, gelangte Winterlingen nach einem kurzen Intermezzo beim Oberamt Ebingen erneut zum Oberamt Balingen. Die Verwaltungsreform während der NS-Zeit in Württemberg führte 1938 zur Zugehörigkeit zum Landkreis Balingen. 1945 wurde Winterlingen (wie auch Harthausen, Benzingen mit Blättringen) Teil der Französischen Besatzungszone und erfuhr somit die Zuordnung zum neu gegründeten Land Württemberg-Hohenzollern, welches 1952 im Land Baden-Württemberg aufging.
Zum 1. Januar 1973 kam Winterlingen, sowie Harthausen, und Benzingen mit Blättringen, welche bis dorthin zum Landkreis Sigmaringen gehörten, zum neu gegründeten Zollernalbkreis.

### Hohenzollerische Orte
Wesentlich unruhiger verlief die Geschichte der 1220 beziehungsweise 1275 urkundlich erwähnten Dörfer Benzingen und Harthausen. Beide wurden im 12. und 13. Jahrhundert durch die Grafen von Veringen erworben, die ihre Besitzungen 1291 an Rudolf von Habsburg verkauften. Als Pfand ging die Grafschaft Veringen durch verschiedene Hände, bis sie 1535 an die Grafen, spätere Fürsten, von Hohenzollern kam. Mit dem Fürstentum Hohenzollern-Sigmaringen wurden die dem Oberamt Gammertingen, später Landkreis Sigmaringen, zugeteilten beiden Gemeinden 1850 als Teil der Hohenzollerischen Lande preußisch.
Zwischen Winterlingen einerseits, Benzingen und Harthausen andererseits verlief also über Jahrhunderte eine Territorialgrenze, die seit dem 16. Jahrhundert auch die Konfessionen trennte, das württembergische Winterlingen wurde protestantisch, die hohenzollerischen Dörfer blieben katholisch.

### Fürstenbergischer Ort
Wiederum anders erging es dem seit etwa 1930 zu Benzingen gehörenden Blättringen, das 1534 fürstenbergisch und erst 1806 hohenzollerisch wurde.

### Eingemeindungen
Im Rahmen der Gebietsreform in Baden-Württemberg wurden Benzingen und Harthausen am 1. Januar 1975 nach Winterlingen eingemeindet. Die Gemeinden entschieden sich gegen eine Beteiligung an der damals neu formierten Großen Kreisstadt Albstadt. Mit der Nachbargemeinde Straßberg besteht eine Vereinbarte Verwaltungsgemeinschaft.

### Gemarkungsflächen und Entwicklung der Einwohnerzahl

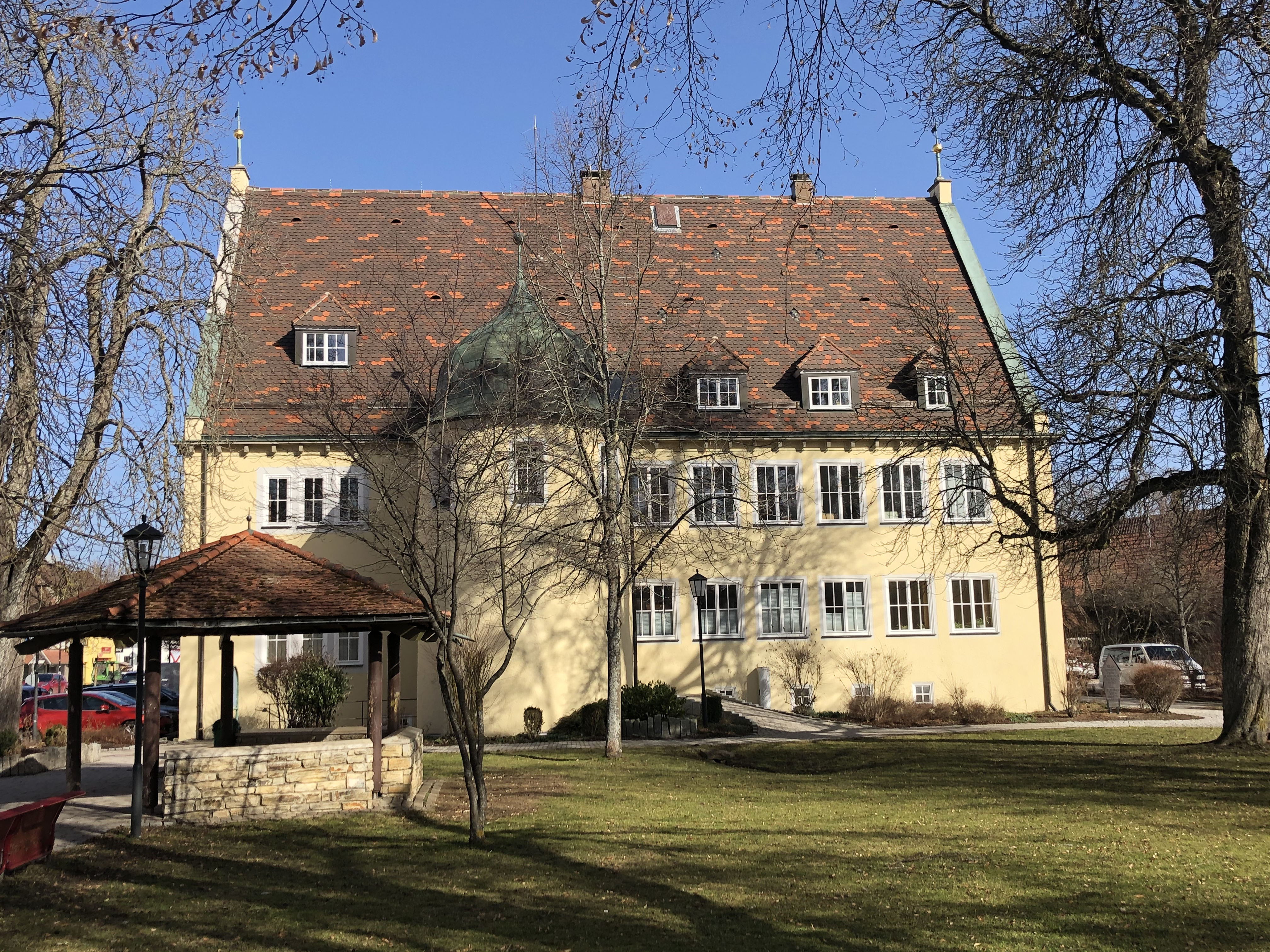
Rathaus Winterlingen

|        | Winterlingen | Benzingen | Harthausen               |
| ------ | ------------ | --------- | ------------------------ |
| Wappen | Winterlingen | Benzigen  | Harthausen auf der Scher |
| Fläche |              | 1436 ha   | 609 ha                   |
|        |              |           |                          |
| Jahr   | Einwohner    | Einwohner | Einwohner                |
| 1820   | 1604         |           |                          |
| 1836   |              | 717       | 794                      |
| 1950   | 2932         | 728       | 818                      |
| 1961   | 3636         | 843       | 928                      |
| 1970   | 4022         | 942       | 1166                     |
| 1976   | 4166         | 963       | 1230                     |
| 1991   | 6680         | 6680      | 6680                     |
| 1995   | 6801         | 6801      | 6801                     |
| 2005   | 6664         | 6664      | 6664                     |
| 2010   | 6583         | 6583      | 6583                     |
| 2015   | 6386         | 6386      | 6386                     |

## Politik

### Gemeinderat
Der Gemeinderat in Winterlingen hat 18 Mitglieder. Er besteht aus den gewählten ehrenamtlichen Gemeinderäten und dem Bürgermeister als Vorsitzendem. Der Bürgermeister ist im Gemeinderat stimmberechtigt. Die Kommunalwahl am 9. Juni 2024 führte zu folgendem amtlichen Endergebnis. Die Wahlbeteiligung betrug 63,90 % (2019: 50,4 %). 
| Partei               | Stimmenanteil | Sitze | Sitze 2019 |
| Zukunft Winterlingen | 56,08 %       | 10    | 8 Sitze    |
| BÜRGERLISTE          | 43,92 %       | 8     | 8 Sitze    |

### Bürgermeister
Am 2. Mai 2010 wurde Michael Maier mit 94 Prozent der Stimmen bei einer Wahlbeteiligung von 49 Prozent zum Bürgermeister der Gemeinde Winterlingen gewählt. Zuvor war er Bürgermeister der Schlichemtalgemeinden Hausen am Tann und Ratshausen. Er löste Gabriele Schlee in ihrem Amt ab, da diese aus gesundheitlichen Gründen nicht mehr angetreten war.
- 1941–1946: Hermann Frey
- 1946–1948: Wilhelm Beck
- 1948–1958: Hermann Frey
- 1958–1986: Fritz Wizemann
- 1986–2002: Klaus Weihing
- 2002–2010: Gabriele Schlee
- seit 2010: Michael Maier

Ehemalige Bürgermeister von Benzingen:
- Josef Hospach (CDU)
- Paul Hepp (CDU)

Ehemalige Bürgermeister von Harthausen:
- Xaver Blau (FWV)

### Wappen
Blasonierung: Gespalten; vorne geteilt von Silber und Rot, hinten in Gold drei liegende schwarze Hirschstangen.
Dieses Wappen führte Winterlingen bereits vor 1975.
Blasonierung des vor 1975 geführten Wappens der Gemeinde Benzingen: Geteilt von Rot und Gold; oben ein goldener offener Flug, unten drei liegende rote Hirschstangen. Benzingen kam Ende des 13. Jahrhunderts in den Besitz der Grafen von Veringen. Von dieser Zeit zeugen die drei liegenden roten Hirschstangen auf goldenem Grund.
Blasonierung des vor 1975 geführten Wappens der Gemeinde Harthausen auf der Scher: In Gold rotes Spitzenschildhaupt. Das Hauptelement symbolisiert scharfkantige Felszacken (Scheer). Die Farben entsprechen dem Wappen der Grafen von Veringen, den ältesten bekannten Eigentümern im 13. und 14. Jahrhundert.

### Städtepartnerschaften
Winterlingen pflegt seit dem 24. August 2008 eine Gemeindepartnerschaft mit Izbica in Polen. Im Jahre 2022 wurden alle Hallen in Izbica mit kostenlosen Feldbetten und Decken aus Winterlingen ausgerüstet.

## Wirtschaft und Infrastruktur

### Wirtschaft
Etwa seit 1860 setzte eine gewerbliche Entwicklung ein, wobei sich vor allem Betriebe der Textil- und der metallverarbeitenden Industrie ansiedelten.
Im Jahr 2022 erzielte Winterlingen Einnahmen aus der Gewerbesteuer in Höhe von 1,81 Millionen Euro. Mit einem Gewerbesteuerhebesatz von 340 % liegt die Gemeinde unter dem durchschnittlichen Gewerbesteuerhebesatz Deutschlands. Dieser beträgt 407 % (Stand: 2023).

### Landwirtschaft
Die über Jahrhunderte dominierende Landwirtschaft war durch Wasserarmut und Klima der Albhochfläche benachteiligt. Neben Ackerbau und Viehzucht wird in Winterlingen auch Obst angebaut. 1878 gab es in Winterlingen 535 hochstämmige Birnbäume, 1059 Apfelbäume, 577 Pflaumen- und Zwetschgenbäume und 24 Kirschbäume. Kernobst gab es 1888 Reinetten, Luiken, Lederäpfel; Wadelbirnen, Bratbirnen, Honigbirnen und Fässlesbirnen. Drei Baumwarte, darunter ein geschulter, sind von der Gemeinde angestellt. Diese hat auch eine Baumschule. Das Obst wird meist grün verspeist, selten gedörrt oder gemostet. Die hochstämmigen Obstbäume wurden am Straßenrand und auf privatem Grund gepflanzt. Auf den höher gelegenen Orten, spätblühende raue Sorten. Im Grundbuch war die Nutzung der Seitenstreifen in Württemberg über Dienstbarkeiten geregelt. Neben König Wilhelm verschenkten auch die Brüdergemeinden Obstbäume.

### Verkehr
Winterlingen liegt an der Bundesstraße 463 zwischen Albstadt und Sigmaringen. Vom Hauptort aus führen Straßen nach Bitz (L 449), über Harthausen nach Veringenstadt und Neufra (L 415), über Benzingen (K 7174) nach Veringendorf, und nach Kaiseringen (K 7173) welche in die Landstraße 453 mündet.
Im Rahmen des Verkehrsverbundes Neckar-Alb-Donau verkehren zwei Buslinien nach Albstadt-Ebingen. Winterlingen liegt in der Wabe 337.
Winterlingen ist durch den Haltepunkt Straßberg-Winterlingen an die Zollernalbbahn Tübingen–Balingen–Albstadt–Sigmaringen angebunden.
Über eine Alltagsradroute aus dem Radnetz Baden-Württemberg ist Winterlingen über Straßberg mit Albstadt und in der anderen Richtung mit Sigmaringen verbunden. 

#### Schmugglerpfade
In der Gegend ist belegt, dass Waren bis 1835 für Händler über die von Landjägern bewachten Zollgrenzen geschmuggelt wurden. 1750 kaufte der Eselmüller von der Winterlinger Bannmühle 130 Scheffel Dinkel aus Meßstetten und Hossingen auf und ließ über die Grenze in die Schweiz schmuggeln. Da auch aus Hechingen 1000 Scheffel aufgekauft und geschmuggelt wurden, kam es zu einem Kornmangel.
Ein zu umgehende Zollstation befand sich in Winterlingen. Auf geheimen Pfaden im Mühltal schmuggelten die Winterlinger ihr Getreide zu Mühlen ins hohenzollerische Ausland und das Mehl wieder zurück.

### Bildung
- Kindergärten in allen drei Teilorten; Grund-, Haupt- und Realschule in Winterlingen
- Eine weitere Grundschule gibt es in Harthausen.
- Außerdem gibt es seit 2012 eine integrative Kindertagesstätte in Winterlingen.
- Außenstelle der Jugendmusikschule Zollernalb

## Kultur und Sehenswürdigkeiten

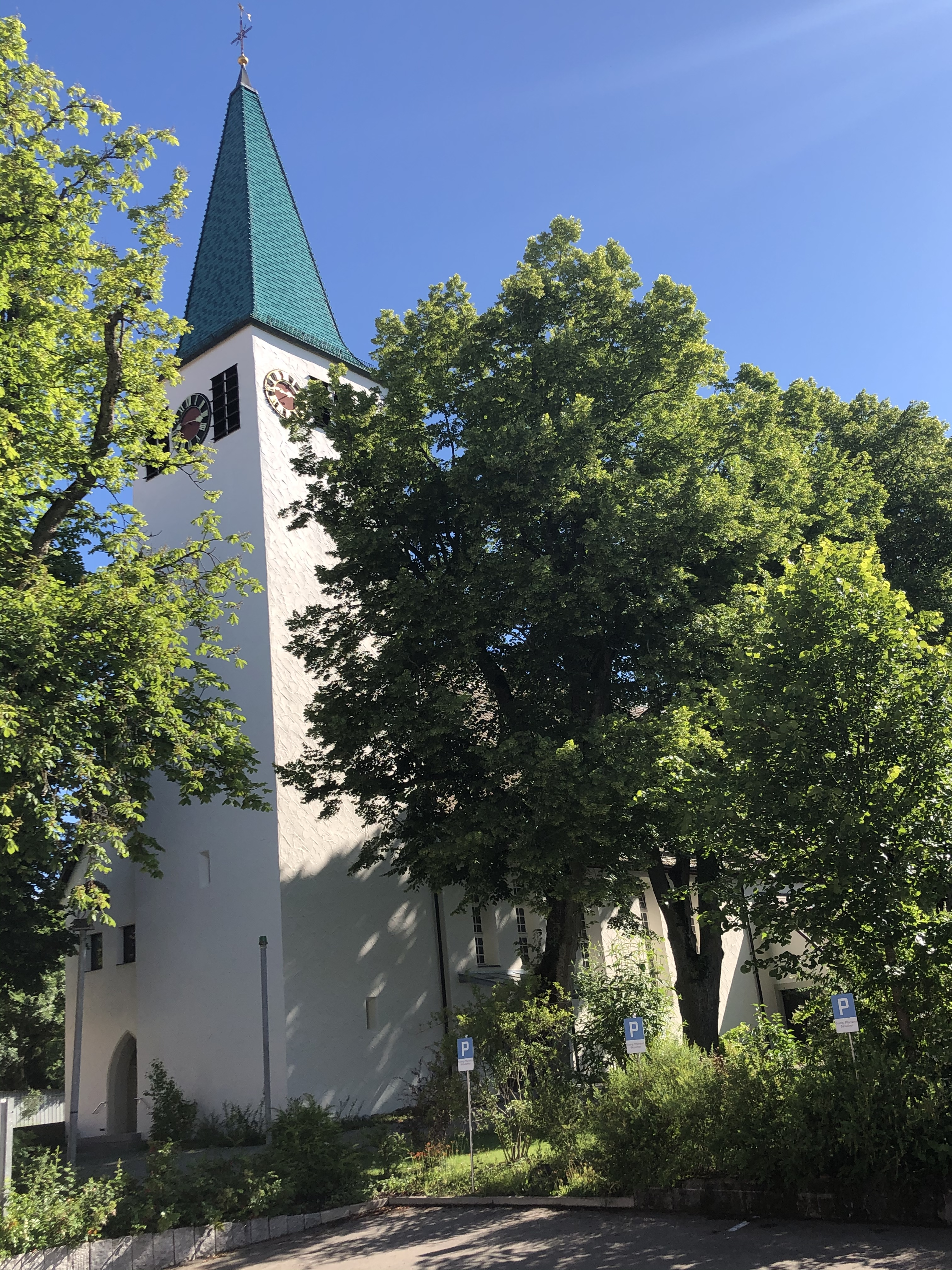
Evangelische Kirche Winterlingen

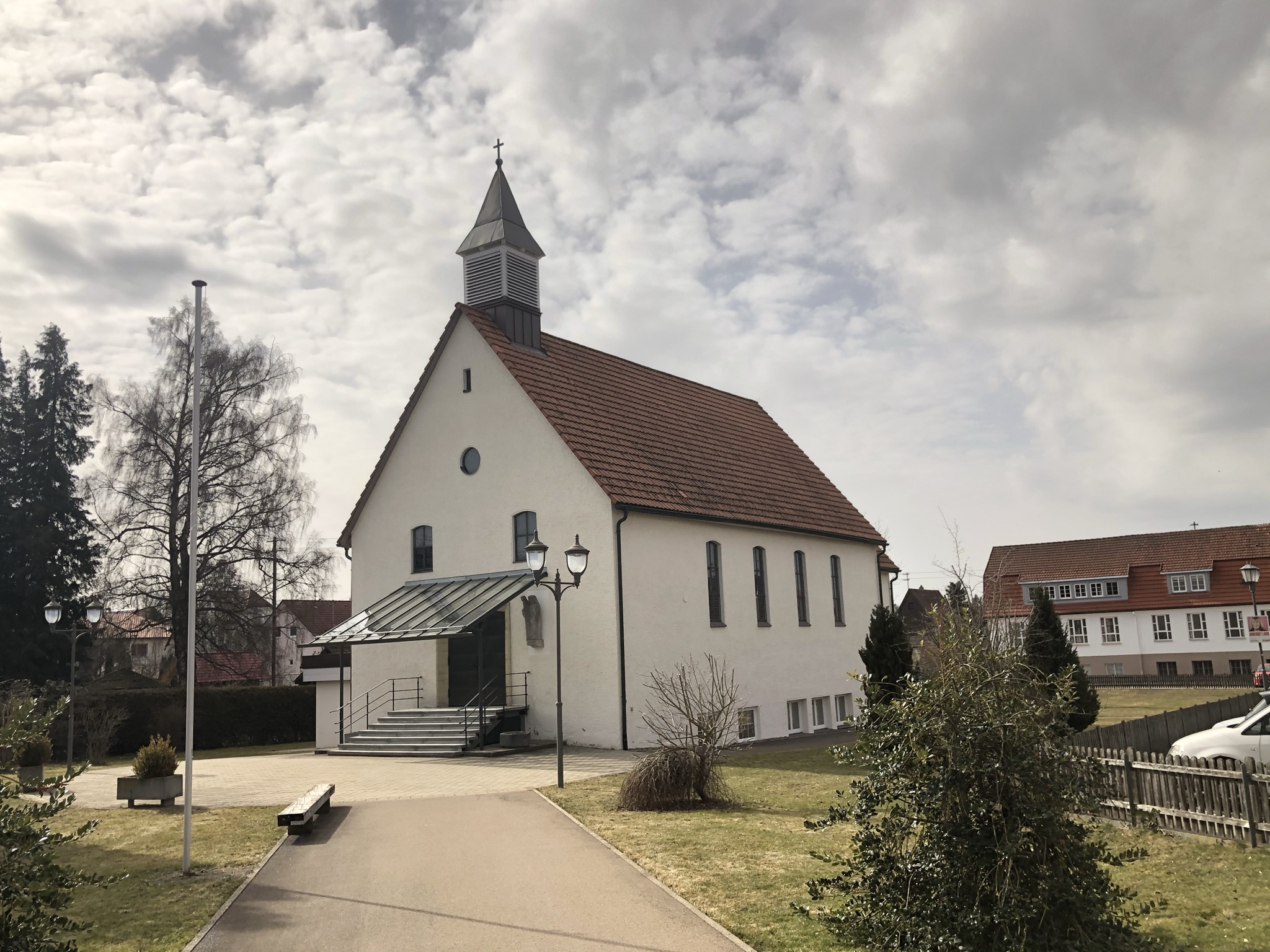
St. Gertrud Winterlingen

### Bauwerke

#### Winterlingen
- Katholische Kirche St. Gertrud
- Die evangelische Pfarrkirche mit Holzdecke aus dem 18. Jahrhundert.

#### Benzingen

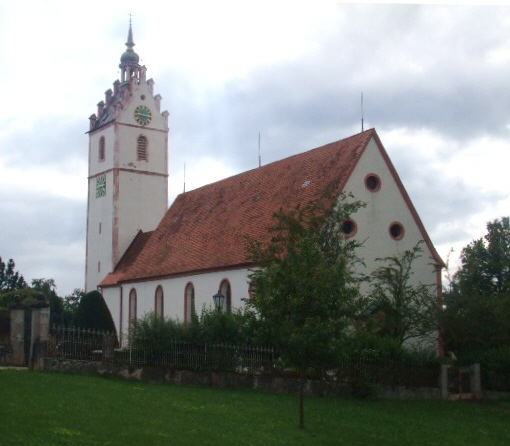
Pfarrkirche Benzingen

- Katholische Pfarrkirche St. Peter und Paul. Der Chor stammt noch aus romanischer Zeit, das Schiff wurde 1629 und 1733 erbaut, der Turm mit Staffelgiebel 1688. Taufstein und Sakramentshäuschen aus Sandstein sind spätgotisch, um 1500. Johann Joseph Christian schnitzte 1732 die figürliche Kanzel.
- Im Pfarrhaus war zwischen 1917 und 1924 mehrfach Albert Einstein bei seinem Freund Camillo Brandhuber zu Besuch. Eine Gedenktafel erinnert daran.
- Auf Anfrage kann der 1923 erbaute Wasserturm besichtigt werden. Bei klarem Wetter bietet er einen Ausblick bis zu den Alpen.
- Im Weiler Blättringen steht die um das Jahr 1600 erbaute Dorotheenkapelle.[18]

#### Harthausen

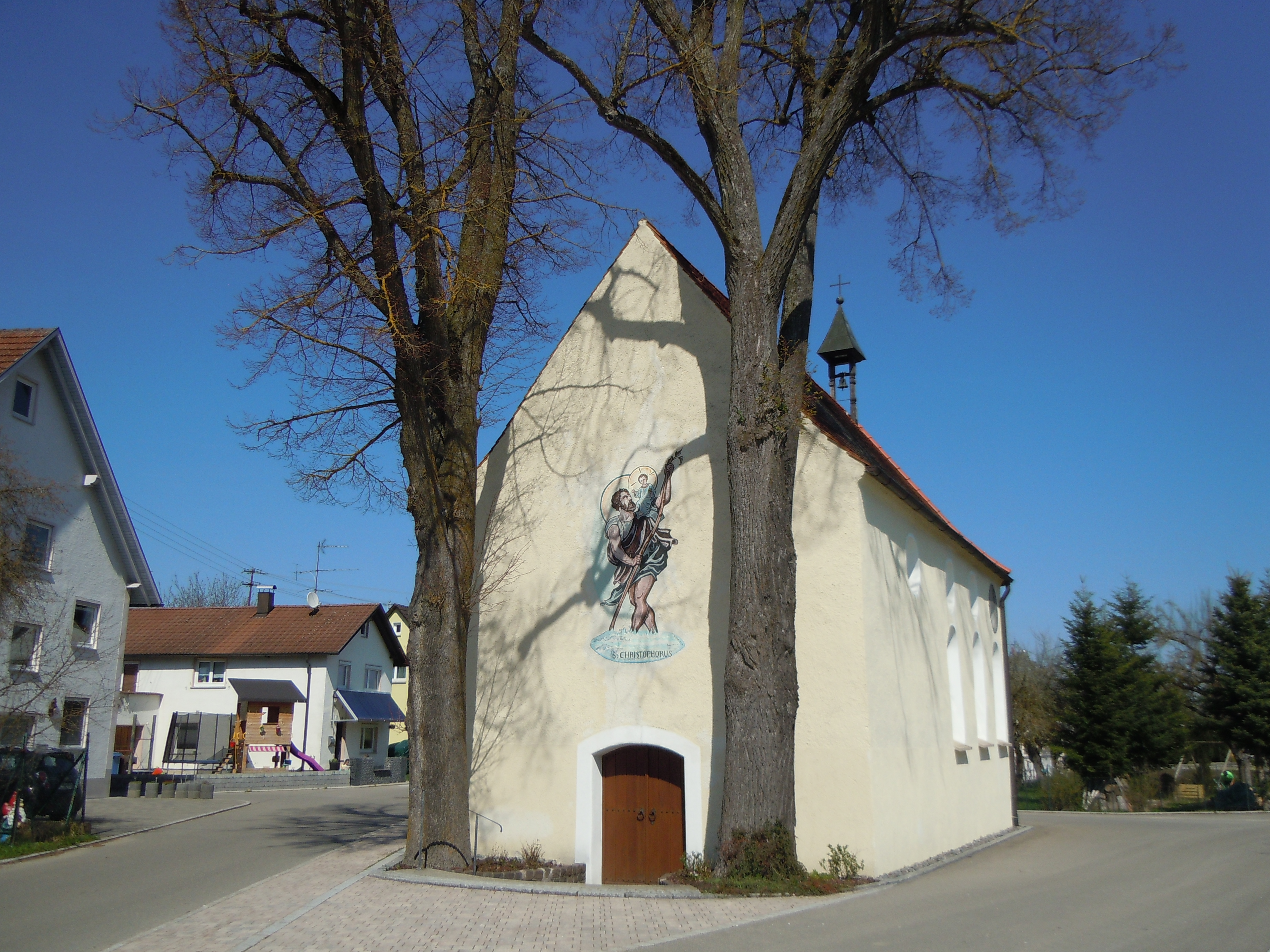
14-Nothelfer-Kapelle in Harthausen

- In Harthausen auf der Scher steht die katholische Pfarrkirche St. Mauritius, errichtet 1740 von Baumeister Christian Gosser. Der ältere Turm wurde 1873 umgebaut. Mitte des 18. Jahrhunderts malte Andreas Meinrad von Ow das Deckenfresko und zwei Altarblätter.
- Die 14-Nothelfer-Kapelle wurde, für einen Sakralbau nicht alltäglich, von dem in Wien ansässigen Gregor Haag nicht der Kirchengemeinde, sondern der bürgerlichen Gemeinde übereignet. Ungeachtet dieser Tatsache wurde der Sakralbau von der politischen Gemeinde, der Kirchengemeinde und dem Förderverein in gemeinsamer Anstrengung außen und zuletzt innen in zeitgemäßer Ausfertigung renoviert und nach zwei Jahren zum Fronleichnamsfest 2009 fertiggestellt. Die Kapelle besitzt einen Hochaltar, alte Gemälde und Votivtafeln aus dem 19. Jahrhundert.[19] Die Kapelle wird mit Unterstützung der Harthauser Senioren gepflegt.[20]

### Naturdenkmäler
- Die drei Kühstellenhöhlen (Enge, Kleine und Große Kühstelle; 7720/11–13), auch Kuhstall, Höhle Kuhstelle, Grotten bei Winterlingen, Höhle Kühbuchen oder Höhle Winterlingen genannt, sind ein Natur- und Bodendenkmal unweit der Straße von Winterlingen nach Bitz.[21]
- An mehreren Stellen, besonders schön im Heutal bei Harthausen, findet man die für die Alb typischen Kalkmagerrasen, Wacholderheiden und mächtige Weidbuchen.
- Das Tal Büttnau steht unter Landschaftsschutz.

### Sport
- In den Sommermonaten hat das Naturfreibad in Winterlingen geöffnet. Es ist mit über 5000 m² Wasserfläche eines der größten Freibäder der Gegend. Ab Mitte September wird es eingewintert und das Hallenbad bei der Realschule öffnet.
- Winterlingen verfügt mit dem Skilift Dickeloch über eine Wintersportmöglichkeit mit 300 Meter Länge und Flutlicht.[22] Die vom Wintersportverein bewirtete Skihütte wurde für die Saison 2009/2010 im rustikalen Stil renoviert.[23]
- Die 1894 gegründete Ortsgruppe Winterlingen des Schwäbischen Albvereins wurde 1994 mit der Eichendorff-Plakette ausgezeichnet.

### Museen
- Im ehemaligen Postamt ist seit 2001 das Postmuseum untergebracht. In seinem Unter- und Obergeschoss zeigt es zahlreiche Exponate wie einen Postschalter, einen Stempeltisch mit Stempel, eine Münzsammlung, Tafeln, Fahrzeuge, Briefkästen, Uniformen, Feldpost und Postkarten. Im Keller ist eine Sammlung historischer Telefone untergebracht, ebenso eine Vermittlungszentrale.[24]
- Heimatmuseum Harthausen

### Planetenweg
- Der Planetenweg Winterlingen beinhaltet im „Raum-Pfad“ unser Sonnensystem genau im Maßstab 1 zu 1 Milliarde verkleinert.[25]

## Persönlichkeiten

### Söhne und Töchter der Gemeinde
- Franz Hopf (1807–1877), Pfarrer und Landtagsabgeordneter
- Rudolf Scholder (1896–1973), Chemiker, Hochschullehrer in Karlsruhe
- Ingeborg Grolle (* 1931), Historikerin
- Manfred Kuhn (1931–2011), Chemiker und Hochschullehrer
- Manfred Mai (* 1949), Lehrer und Schriftsteller

### Persönlichkeiten, die vor Ort gewirkt haben
- Camillo Brandhuber (1860–1931), preußischer Landtagsabgeordneter in Berlin, Präsident des hohenzollerischen Kommunallandtages, 1917–1924 Pfarrer in Benzingen, Freund Albert Einsteins
- Dr. Emil Burkart (1884–1957), Arzt, Käferforscher; rund 9.000 Tiere sind im Naturkundemuseum Stuttgart
- Selma Burkart (1885–1942), Opfer des Holocaust[26] Recherchen zu ihrem Tod begründen eine Partnerschaft[27]